# Římskokatolická farnost Křenovice u Kojetína
Římskokatolická farnost Křenovice u Kojetína je územním společenstvím římských katolíků v rámci přerovského děkanátu olomoucké arcidiecéze s farním kostelem svatého Jana Nepomuckého.

## Historie
Historie Křenovic sahá až do počátku 14. století. První zaznamenané zprávy o Křenovicích pocházejí z období kolem roku 1322. Tehdy prodal polovinu vsi Crenouicz Záviš z Potštátu olomouckému biskupovi Konrádovi. Ten ji odkázal v roce 1326 v poslední vůli metropolitní kapitule u sv. Václava na olomouckém hradě. 
Druhá polovina obce patřila Záviši z Bojanovic, který ji později daroval olomoucké kapitule. Postupně se majitelé měnili, až byla roku 1406 celá dědina sloučena se statky olomoucké kapituly. Před domem číslo 16 stávala kaple, na jejímž místě byl letech 1887–1888 vystavěn chrám svatého Jana Nepomuckého

## Duchovní správci
K prosinci 2018 je administrátorem excurrendo R. D. Mgr. Pavel Ryšavý.

## Bohoslužby
| Kostel                   | Místo     | Bohoslužba (den) | Hodina                           | Poznámka     |
| ------------------------ | --------- | ---------------- | -------------------------------- | ------------ |
| svatého Jana Nepomuckého | Křenovice | neděle středa    | 10.30 17.00 (zima)/ 18.00 (léto) | Farní kostel |

## Aktivity farnosti
Ve farnosti se pravidelně koná tříkrálová sbírka. V roce 2018 se při ní vybralo 12 600 korun.